# Katedra św. Pawła Apostoła w Springfield
Katedra św. Pawła Apostoła (ang. Cathedral Church of Saint Paul the Apostle) – episkopalna katedra w mieście Springfield, w stanie Illinois, siedziba diecezji Springfield.

## Historia
Pierwsze nabożeństwa episkopalne w Springfield odprawiał pastor John Batchelder z parafii Świętej Trójcy w Jacksonville. 19 czerwca 1835 biskup Illinois Philander Chase erygował parafię Springfield, a jej proboszczem został siostrzeniec Philandera, Samuel Chase. Początkowo wierni wykorzystywali jako kościół parafialny m.in. miejscowe świątynie prezbiteriańskie, metodystyczne czy katolickie. Później w jednej z sal Sądu Najwyższego stanu Illinois zorganizowano kaplicę. Latem 1838 roku wzniesiono pierwszy kościół. W 1846 parafia rozrosła się do tego stopnia, że konieczna była budowa większej świątyni. Tę wzniesiono na rogu 4th Street i Adams Street. Ukończoną budowlę poświęcił 24 czerwca 1848 biskup P. Chase. W 1908 parafia ponownie postanowiła wznieść nowy kościół. W tym celu zakupiono kosztującą około 10 000 dolarów nieruchomość na rogu 2th Street i Lawrence Avenue. 13 maja 1913 biskup Edward William Osborne konsekrował ukończoną budowlę.

## Architektura
Neogotycka, trójnawowa bazylika. Od zachodu do bryły katedry dostawiona jest wieża. Prezbiterium i korpus nawowy są oddzielone jednonawowym transeptem, który wzniesiono jedynie z północnej strony kościoła.